# Norman Ayrton
Norman Ayrton (25 de setembro de 1924 – 22 de junho de 2017)  foi um ator, diretor e um instrutor de teatro. 

## Carreira
Em 1954, Norman foi nomeado Diretor Assistente da London Academy of Music and Dramatic Art, o cargo que Norman ocupou até 1966, desde então serviu como Diretor da Academia até 1972. E ele atuou como Assessor de Drama do CHQ do Movimento de Guias de Meninas de 1960 a 1975. Em 1973, Norman atuou como consultor de teatro convidado no Conselho Australiano de Artes. Em 1963, Norman dirigiu sua primeira produção de ópera de Londres com Artaxerxes na Handel Society. Dirigiu sua primeira produção nos Estados Unidos em 1967 com Twelfth Night em Dallas, Texas. Ele ingressou na faculdade na Juilliard School em 1974. Dois anos depois, dirigiu sua primeira produção na Sydney Opera House com Lakmé. Norman também dirigiu óperas no Covent Garden.
Nos últimos anos de vida, Norman deu aulas no Programa Conservatório de Verão da British American Drama Academy, um workshop de teatro shakespeariano de verão para estudantes do Reino Unido, EUA e México. 
Norman Ayrton morreu em Denville Hall em 22 de junho de 2017 com 92 anos.

## Vida pessoal
Quando jovem, a casa de Norman foi bombardeada durante o London Blitz, forçando-o a se mudar para o campo. Mais tarde, ele descreveu essa experiência como tendo lhe dado a coragem de seguir uma carreira no teatro. Ele treinou para o estágio na Old Vic School sob a tutela de Michel Saint-Denis antes de ingressar na empresa em 1948. Depois de passar vários anos atuando no teatro de repertório em Farnham e Oxford, Norman retornou ao Old Vic Theatre em 1951 para ensinar movimento. No ano seguinte, ele abriu seu próprio estúdio de ensino em Londres, embora também lecionasse no Royal Shakespeare Theatre, em Stratford.